# Droga wojewódzka nr 192
Droga wojewódzka nr 192 (DW192) – droga wojewódzka w województwie lubuskim o długości 6 km łącząca Nowiny z Gorajem. Droga przebiega przez powiat międzyrzecki.

## Miejscowości leżące przy trasie DW192
- Nowiny
- Goraj